# Onbekende archont
De onbekende archont (Servisch:nepoznati knez) is de (mogelijk legendarische) leider van de Serviërs, die hen vanuit het noorden naar de Balkan leidde, in de vroege 7e eeuw.
De belangrijkste bron, waarin deze figuur vernoemd wordt, is De Administrando Imperio, een boek geschreven in 950 door Constantijn VII van Byzantium. Deze onbekende archont zou de Serven geleid hebben vanuit de Slavische Urheimat (het huidige grensgebied van Polen, Slowakije en Oekraïne) tijdens de heerschappije van de Byzantijnse keizer Herakleios, ergens tussen 610 en 641. Na de zuidwaartse volksverhuizing zouden de Serven de Avaren hebben verslagen in de Dinarische Alpen, en er zich nedergezet hebben na onderhandelingen met Herakleios. De onbekende archont stierf in 680. De eerste heersende Servische dynastie (de Vlastimirović-dynastie) is vernoemd naar vorst Vlastimir, die een achterkleinzoon was van de onbekende archont.